# Каноническая сонатина
Каноническая сонатина ми-бемоль мажор на «Каприсы» Паганини (итал. Sonatina canonica in Mi bemolle maggiore su Capricci di Niccolò Paganini) — сочинение Луиджи Даллапикколы, написанное в 1942—43 годах как переложение для фортепиано избранных каприсов Паганини, отличительной чертой которого является повсеместное использование канонов. Стало первым из трёх обращений композитора к тональной музыке, разделяющих этапы овладения им додекафонной техники.

## Структура
Сочинение состоит из четырёх частей:
1. Alegretto comodo (на основе «Каприса № 20» с использованием в качестве вспомогательного материала «Каприса № 13»). Даллапиккола сохранил мелодическую линию каприса Паганини, перенеся её в верхний регистр и добавив удвоения в октаву, а также транспонировав весь каприс из ре мажора в ми-бемоль мажор (для большей связности с заключительной частью, написанной Паганини именно в этой тональности), изменив длительности в органном пункте на тонике и дописав второй голос (получивший бо́льшую независимость благодаря изменению регистра верхнего голоса), который вместе с первым образует каноны в нечётных разделах этой части[1]. Даллапикколой часть симметрично членится на три подраздела: в первой и третьей им используется канон в увеличении и в квинту; во второй — канон в октаву[1]. В первом подразделе друг на друга накладываются три метра и используется три нотоносца.
2. Largo (на основе первой части «Каприса № 19»). В этой миниатюрной части, которую называют «маленьким шедевром» внутри «Сонатины», Даллапиккола ещё больше, чем в первой части, отходит от переложения к основательному переосмыслению исходного материала[1]. В части используется имитация в октаву.
3. Andante sostenuto (на тему «Каприса № 11»). Часть выведена полностью из первых восьми тактов каприса; её двадцать шесть тактов делятся на 1) интродукцию с каноном в октаву; 2) изложенную без изменений мелодию каприса Паганини; 3) ракоходный канон (кульминация всей части) и 4) эпилог (симметричен относительно интродукции)[1].
4. Alla marcia; moderato (переложение «Каприса № 14»). Написанная хронологически первой эта часть является наиболее буквальной из всех и представляет преимущественно интерес в смысле ритма[1]. Материал Паганини развивается сначала средствами канона в прямом движении, затем — в возвратном; в конце пьесы из определённых технических сложностей Даллапиккола выходит, цитируя «Каприс № 9» и «Каприс № 17»[2]

## История сочинения
«Каноническая сонатина» первоначально имела одночастную форму этюда на «Каприс № 14» Паганини, который был написан Даллапикколой в 1942 году в считанные дни по заказу бывшего в то время владельцем издательства «Suvini Zerboni» Паоло Джордани, когда тот собирал материал для своей антологии современных сочинений для фортепиано. Оригинальная идея переосмысления музыки Паганини средствами контрапункта (композитор даже удостоверился у Казеллы, что до него этого не делал никто) получила своё развитие в 1943 году, когда вынужденный покинуть Флоренцию из-за вторжения в неё гитлеровских войск композитор, скрываясь с супругой в Боргунто (около Фьезоле) и не имея там возможности приступить к реализации своих более амбициозных замыслов, требовавших должной концентрации (на тот момент уже некоторое время Даллапиккола работал над своей «Греческой лирикой»), набросал остальной материал, который впоследствии и составил сонатину. В планы Джордани входил заказ Даллапикколе ещё ряда фортепианных сочинений в основном педагогического характера, в том числе нечто аналогичное «Микрокосмосу» Бартока, однако композитор, вынашивавший уже замысел «Узника» и к тому же вовлечённый в проект балета «Марсий» с Миллошем, эти предложения отклонил.

## Место в творчестве композитора
Одно из немногочисленных сочинений, которые бывший первоклассным пианистом композитор написал для своего инструмента, является виртуозным (чему был рад сам композитор, поскольку техническая сложность исключала «Сонатину» из консерваторской программы и соответственно ограждала работу от неквалифицированных исполнителей) и в то же время самым содержательно легковесным из всего Даллапикколой созданного (своего рода «висельный юмор», учитывая что музыка писалась в полной неопределённости и переживаниях за супругу, чьё еврейское происхождение могло послужить на тот момент основанием для её физического уничтожения фашистскими оккупантами). Работа является причудливым сочетанием дивертисмента с экспериментом. В своём обращении к музыке Паганини композитор видел продолжение традиции, идущей от Шумана, Листа и, в меньшей степени, Брамса.
«Канонической сонатиной» открывается «трилогия» тональных работ композитора (вместе с двумя «Тартинианами»), где каждое обращение к тональной музыке (и всякий раз с демонстрацией неординарных познаний в области контрапункта) влекло усложнение и всё большую строгость серийных конструкций в последующих произведениях. После «Канонической сонатины» был создан этапный для композитора вокальный цикл «Греческая лирика» (даты создания работ наслаиваются друг на друга), первое [вольно]додекафонное сочинение Даллапикколы. Причём отмечается, что отношение между этими двумя работами не сводится к противопоставлению тонального и додекафонного, но строится на существенной общности заложенной в их основу логики развития материала. Роман Влад также отмечает эту черту, указывая на применение Даллапикколой в «Канонической сонатине» принятых в серийной музыке процедур по отношению к диатоническому материалу. Таким образом, в сочинении достигается синтез традиции романтического пианизма (через обращение к Паганини), техники нововенской школы (в использовании канонов), а также трактовки инструмента и его тембра в духе традиции, восходящей к линии Мусоргский — Дебюсси — Равель — Барток.

## Публикация
В виде «Этюда на Каприс № 13 Никколо Паганини» (четвёртая часть «Сонатины») сочинение было впервые опубликовано в 1944 году издательством «Suvini Zerboni» в двухтомной антологии современной фортепианной музыки, подготовленной Паоло Джордани. Ознакомившись с содержанием всего сборника уже после окончания войны осенью 1945 года в доме Джордани, Даллапиккола был поражён вопиюще низким уровнем вошедших в него пьес (того же мнения был, например, и Пиццети). Поэтому, когда Джордани вновь обратился к композитору с просьбой о новом сочинении для немедленной публикации, Даллапиккола объединил свои переложения каприсов, которые прежде не рассматривал как серьёзные самостоятельные работы, и отослал в Милан в виде «Канонической сонатины», которая была издана в 1946 году (n. 4219 в каталоге издательства).
Большие сложности возникли у композитора с получением авторских прав на сочинение, поскольку уполномоченное сделать это «Общество итальянских авторов и издателей» признало «Каноническую сонатину» просто переложением, что существенно ограничивало права на неё Даллапикколы. Даллапиккола вступил в тщетную полемику с «Обществом», аргументируя своё авторство ссылками на прецеденты из прошлого (например, на переложения каприсов Листа, а также на Камерную фантазию по «Кармен» Бузони) и пытаясь доказать независимость своего сочинения от работ Паганини, указывая чиновникам на канон в возвратном движении в третьей части, который, по мнению Даллапикколы, являлся неопровержимым доводом в его пользу; однако «Общество» проигноривало эти и другие доводы композитора, сославшись на сохранение в «Сонатине» структуры, гармонии и мелодического материала работ Паганини.

## Первые исполнения
Мировая премьера состоялась 3 марта 1946 года в Перудже при содействии Англо-итальянского комитета по организации концертов и Военной школы при местном университете для иностранцев; исполнял Пьетро Скарпини, которому и было посвящено сочинение. Подготовка к исполнению «Сонатины» способствовала зарождению многолетней дружбы, взаимной симпатии и плодотворному сотрудничеству между композитором и пианистом, которого Даллапиккола на тот момент знал в основном по его интерпретациям Баха и Бетховена.
За пределами Италии одним из первых и с большим успехом в нью-йоркском «Карнеги-холл» сочинение исполнил Никита Магалов.

## Рецепция
«Этюд на Каприс № 14», вошедший затем в «Каноническую сонатину» в качестве последней части, вызвал восторженный отклик со стороны консервативного Пиццетти в его письме Даллапикколе от 7 апреля 1946 года, где он назвал «Этюд» (и «Сонатину» в целом) «подлинной реконструкцией» музыки Паганини. Выдающийся оперный дирижёр Джанандреа Гаваццени отмечал, что в «Канонической сонатине» он почувствовал, что тональная музыка ещё жива и возможна, что интересно сопоставить с высказываниями самого композитора, мотивировавшего свои тональные опыты желанием в очередной раз убедиться в совершенно противоположном.

## Записи
- 1977: Лия де Барберис, «Luigi Dallapiccola: L’opera per pianoforte», ITL 70011
- 1979: Ванда Максимилиен, CRI CD 404
- 1989: Рудджеро Руокко, As disc, As 5006
- 1998: Мария—Клара Монетти, «Dallapiccola: Solo Piano Music / Castelnuovo-Tedesco: 5 Piano Pieces», Asv Living Era, CD DCA 1034
- 2005: Роберто Просседа[итал.], «Luigi Dallapiccola: Complete Works for Violin & Piano», Naxos, No: 8.557676
- 2010: Пьетро Масса, «Piano Rarities: Luigi Dallapiccola», Naxos, No: C5045